# Colgate Series Championships 1978 - Doppio
Il doppio del torneo di tennis Colgate Series Championships 1978, facente parte del WTA Tour 1978, ha avuto come vincitrici Billie Jean King e Martina Navrátilová che hanno battuto in finale Kerry Reid e Wendy Turnbull con il punteggio di 6–2, 6–2.

## Tabellone

### Legenda
| - Q = Qualificato - WC = Wild card - LL = Lucky loser | - ALT = Alternate - SE = Special Exempt - PR = Protected Ranking | - w/o = Walkover - r = Ritirato - d = Squalificato |

|  | Primo turno                          | Primo turno                          | Primo turno                          | Primo turno | Primo turno |  |  | Ultimo turno                         | Ultimo turno                         | Ultimo turno                         | Ultimo turno | Ultimo turno |  |
|  |                                      |                                      |                                      |             |             |  |  |                                      |                                      |                                      |              |              |  |
|  | Kerry Reid Wendy Turnbull            | Kerry Reid Wendy Turnbull            | Kerry Reid Wendy Turnbull            | 7           | 6           |  |  |                                      |                                      |                                      |              |              |  |
|  | Mima Jaušovec Virginia Ruzici        | Mima Jaušovec Virginia Ruzici        | Mima Jaušovec Virginia Ruzici        | 6           | 1           |  |  | Kerry Reid Wendy Turnbull            | Kerry Reid Wendy Turnbull            | Kerry Reid Wendy Turnbull            | 3            | 4            |  |
|  | Billie Jean King Martina Navrátilová | Billie Jean King Martina Navrátilová | Billie Jean King Martina Navrátilová | 7           | 7           |  |  | Billie Jean King Martina Navrátilová | Billie Jean King Martina Navrátilová | Billie Jean King Martina Navrátilová | 6            | 6            |  |
|  | Françoise Dürr Virginia Wade         | Françoise Dürr Virginia Wade         | Françoise Dürr Virginia Wade         | 6           | 5           |  |  |                                      |                                      |                                      |              |              |  |